# Opération Constellation
L'opération Constellation était le nom codé d'une mission de débarquement allié aux îles Anglo-Normandes en 1943, opération finalement non montée.
Elle fut proposée par le vice-amiral britannique Louis Mountbatten et se composait de plusieurs sous-opérations : opération Concertina à destination d'Aurigny, opération Coverlet à destination de Guernesey et opération Condor à destination de Jersey.
Les îles Anglo-Normandes étaient occupées par les forces nazies depuis 1940 et étaient défendues par un total de 40 000 hommes. Elles s'intégraient dans le système de défense global du mur de l'Atlantique.
Cette opération ne fut finalement pas montée et rendue caduque par l'opération Overlord, au cours laquelle les Alliés débarquèrent en Normandie. Les îles Anglo-Normandes furent finalement libérées le 9 mai 1945 pour Jersey et Guernesey et le 16 mai 1945 pour Aurigny.